# قرقاول ریوز

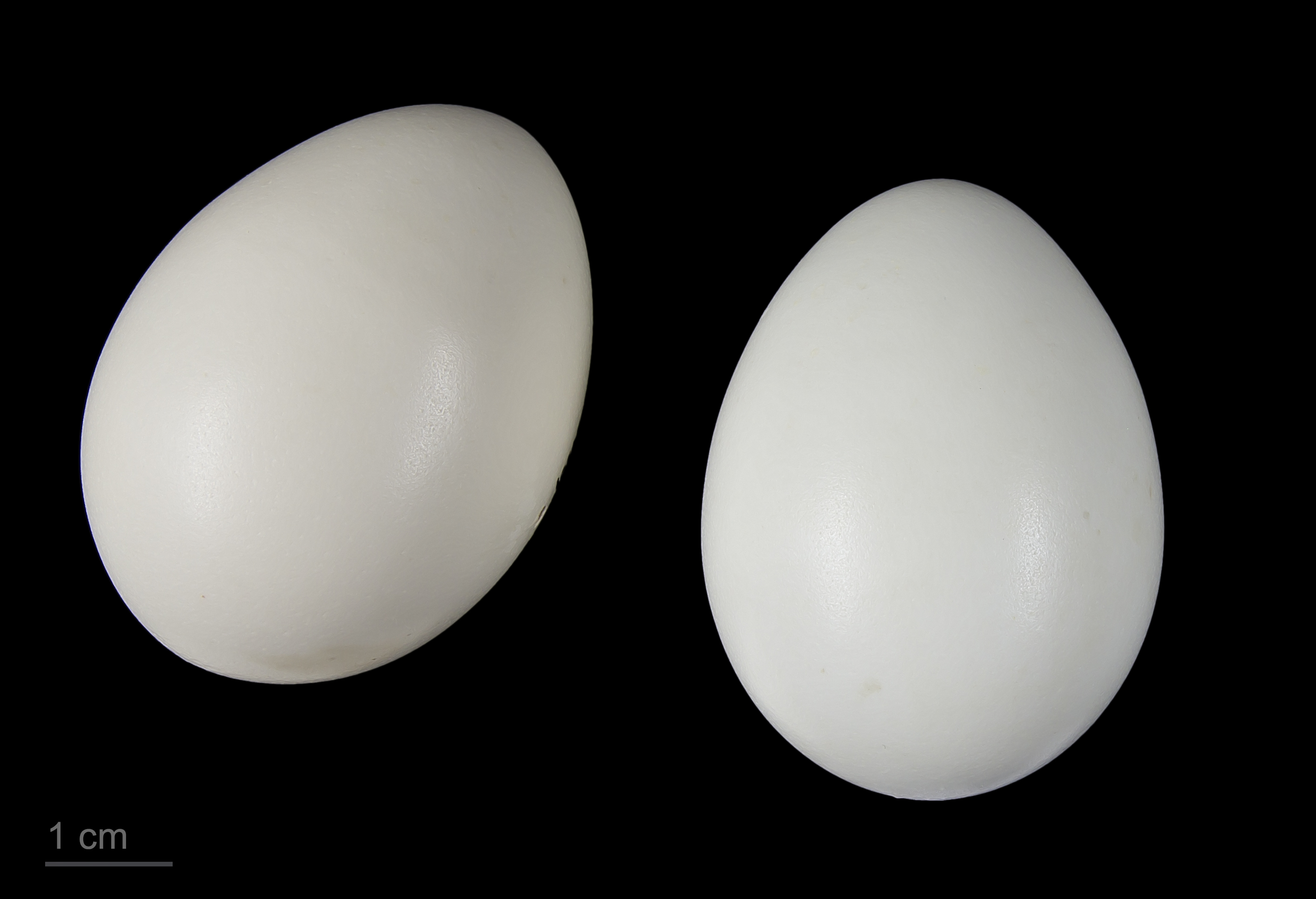
Syrmaticus reevesii

قرقاول ریوز (نام علمی: Syrmaticus reevesii) نام یک گونه از سرده قرقاول‌های دم‌دراز است.